# Vrh Zelenic
Il Vrh Zelenic con 2.478 m s.l.m. è una montagna della Catena del Tricorno della Slovenia compresa nel parco nazionale del Tricorno. 